# Alfeñique

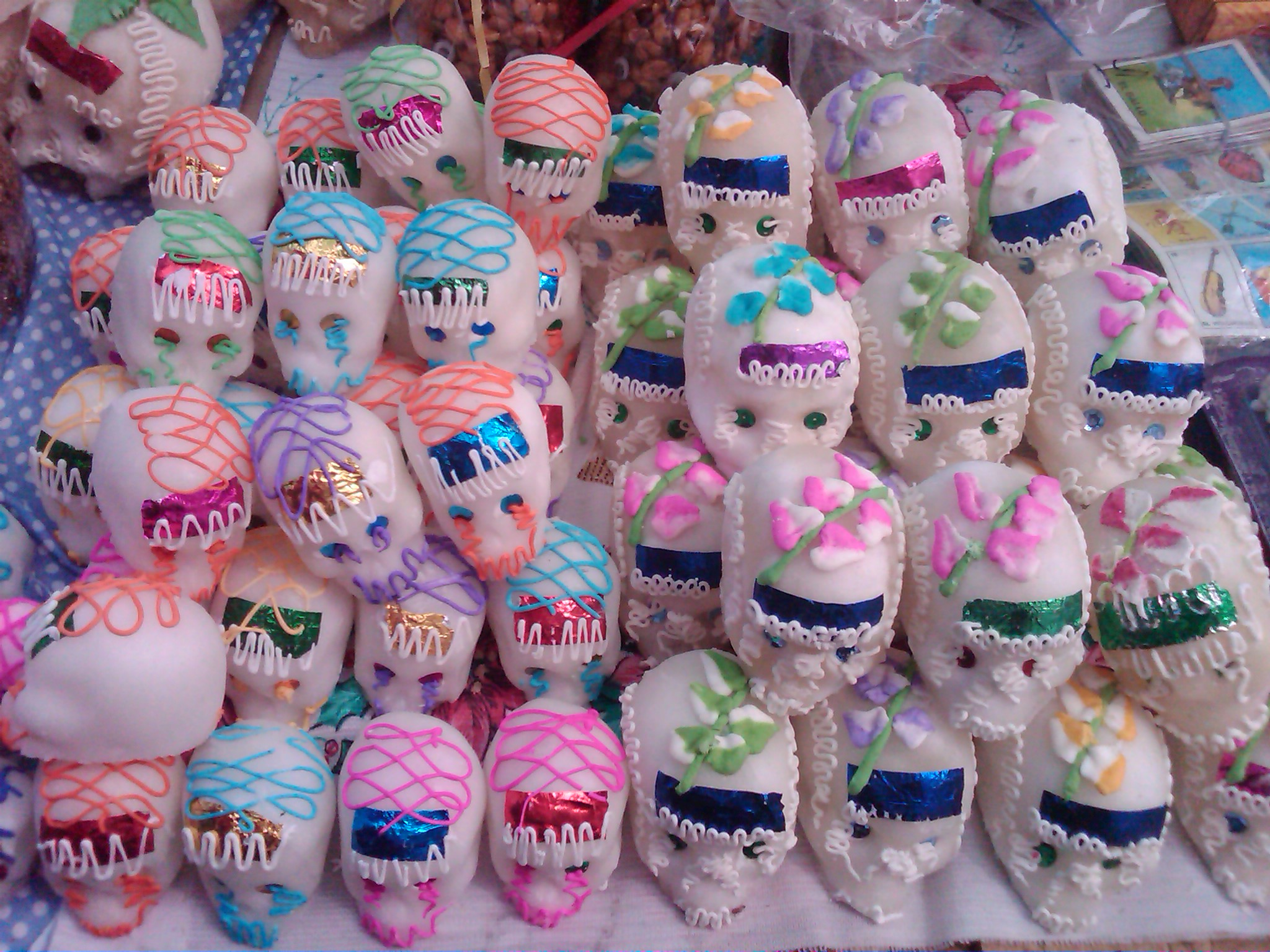
Calaveras chicas del billar en México para Día de Muertos.

Alfeñique es una especie de palo negro o confitura procedente de España con base en azúcar pura de la caña preparada en pasta alargada y retorcida a la que pueden sumarse otros componentes; es una confitura folclórica desde tiempos coloniales en gran parte de Hispanoamérica.
El alfeñique era un dulce propio de al-Ándalus, denominado al-fanid y era caliente y húmedo y apropiado para la tos, según el tratadista hispano-árabe del siglo XV Al-kalam alá l-Agdiya de al-Arbuli. En el Reino Nazarí (la Granada islámica), se hacía con azúcar, agua, miel y aceite de almendras dulces. Tras cocerse la masa y hacerla viscosa  se estiraba y se hacía en forma de dulces alargados.  

## Etimología
Alfeñique es una palabra que viene del idioma español en el continente europeo cuya primera etimología conocida se encuentra en la palabra sánscrita: phaṇita con la cual se alude al concentrado de guarapo; luego pasó al persa, del persa al árabe clásico como fānīd y de allí al árabe andalusí fa[y]níd con el artículo árabe al antepuesto. Entre los varios significados de la palabra alfeñique está el que describe a una pasta de azúcar utilizada para elaborar dulces tradicionales. Tal pasta de azúcar, una especie de turrón, suele ser amasada con aceite de almendras dulces.

## Variedades americanas

### Argentina
En Argentina los alfeñiques son típicos de la región Noroeste debido a que Salta, Jujuy y Tucumán son las provincias argentinas productoras de la caña azúcar.
A los alfeñiques se los prepara con la melaza de caña de azúcar, dándoles una forma redondeada a modo de caramelos; en diferentes lugares y en ciertas ocasiones se les añaden ingredientes como el anís. Se presentan en forma retorcida o de nudo.

### Bolivia
Los alfeñiques son típicos en el este de Bolivia, su elaboración es semejante a la de los argentinos.

### Colombia
Es conocido en el Valle del Cauca y en su capital, Cali, como Macetas y cuenta con un festival, el Festival de Macetas, que se celebra entre el 29 de junio y el 4 de julio. El 29 de junio se festeja el Día del Ahijado en donde los padrinos regalan a sus ahijados Alfeñiques incrustados en un palo de Maguey, adornados con cintas de colores, en forma de animales y otros artefactos como Ringletes (molinos de papel).
Esta tradición que nació en el barrio San Antonio de Cali y se ha extendido por todo el departamento, durante el este Festival se encuentran exposiciones y venta de macetas en lugares como: La colina de San Antonio, la ‘Loma de la Cruz’, almacenes de cadena, centros comerciales, restaurantes, hoteles y en el Aeropuerto Internacional Alfonso Bonilla Aragón que se engalanan como un dulce recuerdo de Cali para otras partes de la región, del país y a otras nacionalidades como muestra artesanal. 
El origen de esta tradición se combina con la leyenda de Dorotea, quien disponiendo solo de agua y azúcar para celebrar el cumpleaños de sus hijos mellizos Pedro y Pablo, recibió el favor de San Pedro y San Pablo quienes se convirtieron en sus padrinos y enseñaron la receta a la madre, surgiendo así las macetas.
En el sur de Colombia, departamento de Nariño, es un alimento típico elaborado a partir de la panela.
El Festival de las Macetas y la fiesta del Día del Ahijado en el que se regalan los alfeñiques simboliza la relación intergeneracional y el apoyo y comunicación entre las familias, la responsabilidad personal con los niños, y las manifestaciones visibles del afecto entre las personas, entre muchos otros valores. Se ha solicitado la inclusión de esta tradición como Patrimonio Cultural Inmaterial de la Nación.

### Costa Rica
En Costa Rica los alfeñiques son dulces hechos a base de un caramelo de azúcar moldeable que se elabora con forma de pequeñas barras delgadas o con variados diseños como flores y corazones atravesados. Son populares golosinas infantiles, y se producen tradicionalmente en el Valle Central, especialmente en la provincia de Cartago.

### Ecuador
Los alfeñiques son un dulce típico en la ciudad de Baños de Agua Santa, en la provincia de Tungurahua. También son típicos de Aguas Frías en la provincia de Manabí, y se hacen en forma alargada y retorcida, añadiéndoles maní.

### México

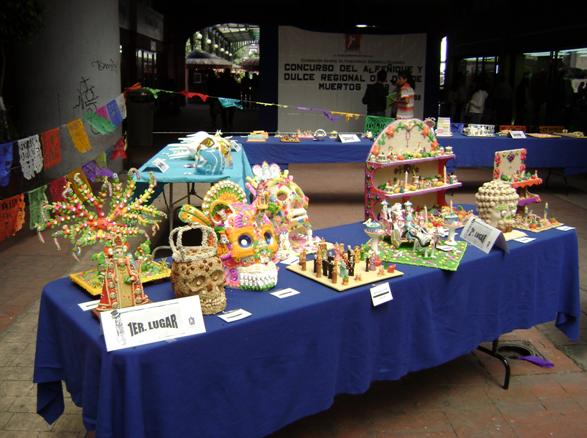
Alfeñiques mexicanos.

En México el alfeñique es un fenómeno sincrético en el cual se funden costumbres y técnicas indígenas con las traídas por los españoles que a su vez heredaron de las culturas árabes. Es costumbre su consumo en la celebración del 2 de noviembre, «día de muertos», en las tradicionales calaveritas de azúcar. Los dulces más elaborados son pequeñas frutas y cráneos decorados con el nombre de personas, siendo en México una tradición regalar estos dulces a los vivos.
El dulce de alfeñique es un complejo objeto artístico que reúne en sí mismo al infinito espectro de aromas, texturas, sabores y colores que sintetizan el refinado gusto popular que se ha decantado a lo largo de la historia mexicana.
Actualmente sus formas son: calavera, ataúdes con su muertito adentro, angelitos, animalitos y frutas. 
En cada estado mexicano, los alfeñiques se hacen de distinta manera: 
En Puebla son en forma de calaveras, cajitas de muertos o sepulcros, su ingrediente principal es la almendra, el cacahuate o la semilla de calabaza mezclándola con azúcar y huevo al estilo del mazapán. Era tan popular este dulce que hasta en Puebla existe la "Casa de Alfeñique", que fue construida como regalo de bodas por una novia muy golosa que había pedido una "casa de alfeñiques". 
En Oaxaca, las formas del alfeñique son de calaveritas, coronas, cruces y muertitos, hechos de azúcar cristalizado con miel en el centro. 
En el Estado de México, la Ciudad de Toluca, la capital del Estado de México, que es famosa por sus dulces típicos con las formas de ataúd, carros con muertes, venados, borregos, angelitos, frutas, calaveras de azúcar de pasta blanca, así como pasta de almendra, se realiza anualmente la Feria del Alfeñique en donde se expone toda la variedad de este rico dulce, entre otros, los cuales realizan artesanos mexiquenses, cuyas tradiciones de preparación son enseñadas por generaciones y mantienen la tradición para realizar estos dulces típicos y característicos de la capital mexiquense. En Toluca las figuras se hacen de gran tamaño y se le añade una mezcla de grenetina y clara de huevo.
En Guanajuato también se celebra una Feria del Alfeñique en torno a las festividades del Día de Muertos. Las figuritas son moldeadas con sabor a limón, chocolate y con colores y viva decoración.

### Perú
En el Perú los alfeñiques (también llamados alfeniques o alfiniques) son unas golosinas en forma de rosca o palitos que tienen como ingredientes chancaca, agua, anís en grano, jugo de limón, y nueces o maní. Son típicos en la costa norte peruana, especialmente en Piura y Lambayeque. Tradicionalmente son elaborados en un batán, y son envueltos en pancas de plátano.
Eugenio Pereira apunta que los alfeñiques consumidos en Chile provenían de Perú. Estos dulces, como las demás variedades latinoamericanas, han sido consumidos desde la época virreinal. Así lo apunta Pablo Patrón, y el tradicionalista Ricardo Palma en La gran querella de los barberos:

Turroncito de alfeñique,
botón de pitiminí,
si no estás enamorado
enamórate de mí.
Ricardo Palma

### Venezuela
En Venezuela, los alfeñiques se suelen consumir en la región coriana y el centro-norte del país. Se les suele preparar con aceite de almendras, limón, canela o vainilla y nueces.